# مبارك الخصي
مبارك الخصي (1960 - 2 يناير 2021)، ممثل وشاعر سعودي.

## عن حياته
ولد في مدينة سكاكا بمنطقة الجوف وكان ممثلاً تلفزيوني ومؤلف وشاعر وفنان تشكيلي من خلال المسرح والتلفزيون وكذلك الفن التشكيلي وله العديد من الأعمال الفنيه والشعرية. شارك «الخصي» في المسلسل الشهير طاش ما طاش ومسلسل خلك معي ومسلسل غشمشم امتدت مسيرته في الفن لأكثر من 44 عاماً.

## من أعماله

### مسلسلات
- 1994: خلك معي.
- 1998: زمن المجد.
- 199: خلك معي - الجزء الرابع.
- 1999: طاش ما طاش - الجزء 7.
- 2000: طاش ما طاش - الجزء 8.
- 2002: وينك يا درب الغنيمة.
- 2002: مطلع النور.
- 2003: طاش ما طاش - الجزء 11.
- 2004: طاش ما طاش - الجزء 12.
- 2005: ورد وشوك.
- 2007: طاش ما طاش - الجزء 15.
- 2008: كلنا عيال قرية.
- 2009: بيني وبينك - الجزء الثالث.
- 2010: أسوار - الجزء الثالث.
- 2010: بيني وبينك - الجزء الرابع.
- 2011: طاش ما طاش - الجزء 18.
- 2011: ماشي.

## تكريمه
في عام 2010 تم تكريمة من قبل جمعية الثقافة والفنون بتبوك وذلك تقديراً لمسيرته الفنية ولما قدمه للمسرح والتلفزيون من أعمال فنية من تمثيل وتأليف خلال العشرون عاماً المنصرمة.

## وفاته
توفي الفنان مبارك الخصي في يوم السبت 18 جمادى الأولى 1442 هـ الموافق 2 يناير 2021 في مدينة سكاكا بعد صراع مع المرض دام عدة سنوات.

## وصلات خارجية
- مبارك الخصي على موقع قاعدة بيانات الأفلام العربية